# Жаковский, Анатоль
Анатоль Жаковский (фр. Anatole Jakovsky; 31 августа 1907, Кишинёв Бессарабской губернии — 24 сентября 1983, Ницца) — французский искусствовед, коллекционер и художник, основатель Музея наивного искусства Анатоля Жаковского в Ницце (Musée International d’Art Naïf Anatole Jakovsky, 1982).

## Биография
Родился 31 августа (по старому стилю) 1907 года в Кишинёве. Его отец Ян Владислав Яковский, польского происхождения, был секретарём кишинёвской городской думы; мать, Зинаида Яковская, была молдавского происхождения. В 1921—1925 годах учился в русской гимназии Шумахера в Кишинёве. Изучал архитектуру в Праге, в 1928—1929 годах проходил обучение в Политехническом институте в Германии, 12 июля 1932 года прибыл в Париж. На чешском языке опубликовал монографию, посвящённую творчеству Григория Мусатова (1931).
В Париже он сблизился с художником-абстракционистом Жаном Элионом и вошёл с ним в группу художников, сформировавшуюся на Монпарнасе вокруг Мишеля Сёфера и Хоакина Торреса Гарсии. С этого времени он стал приобретать известность как художественный критик, специализирующийся на абстрактном искусстве и вскоре опубликовал монографию о Огюсте Эрбене. Ряд публикаций Жаковского были посвящены А. Колдеру, Ж. Арпу, Р. Делоне, Ж. Элиону, П. Мондриану, Б. Николсону, А. Певзнеру, К. Зелигману, Ж. Вийону, Ж. Браку, П. Пикассо, О. Цадкину. Вместе с Робером Делоне он в 1939 году издал первую пластическую книгу «Ключи из булыжных камней» — сборник стихотворений под псевдонимом Anatole Delagrave на более чем 100 флюоресцентных родоидных пластинках.
В период немецкой оккупации Жаковский бежал в Ниццу, где познакомился с художником-примитивистом Жаном Фу и заинтересовался наивным искусством. После войны он посвятил себя целиком пропаганде наивного искусства — организации выставок, публикации альбомов и монографий, коллекционированию произведений современных художников-примитивистов, более 600 из которых он в 1978 году передал в дар своему музею, который был открыт в 1982 году в Ницце. В сферу его интересов также входили Гастон Шессак, о котором он опубликовал монографию; Альфонс Алле, чьё имя он вернул из забвения в послевоенные годы; а также история табачного производства, коллекционирование курительных трубок и предметов прикладного искусства.
Похоронен вместе с женой (Renée Jakovsky-Frère, 1910—1999) на еврейском участке кладбища Пер-Лашез в Париже.